# Кремберк
Кремберк (словен. Kremberk) је насељено место у општини Света Ана, Подравска регија, Словенија.

## Историја
До територијалне реорганизације у Словенији био је у саставу старе општине Ленарт.

## Становништво
У попису становништва из 2011. године, Кремберк је имао 257 становника.
| Број становника према пописима | Број становника према пописима | Број становника према пописима |
| ------------------------------ | ------------------------------ | ------------------------------ |
| 1991                           | 2002                           | 2011                           |
| 206                            | 238                            | 257                            |

Напомена: Године 1952. повећано за насеље Мали Врх, које је укинуто.